# It's the End of the World as We Know It (And I Feel Fine)
"It's the End of the World as We Know It (And I Feel Fine)" é uma canção da banda de rock alternativo estadunidense R.E.M., feita para o quinto álbum de estúdio da banda, Document, lançado em 1987. A música foi inserida na segunda compilação da banda, Eponymous, lançada em 1988. Foi lançada como single em 1988, alcançando a 69ª posição na Billboard Hot 100. Quando foi relançado em 1991, alcançou a 39ª posição nas paradas do Reino Unido. O clipe da música foi dirigido por James Herbert, que já havia trabalho muitas vezes com a banda na década de 1980.

## Posição nas paradas musicais
| Parada (1987/1991) | Melhor posição |
| ------------------ | -------------- |
| Itália             | 16             |
| França (SNEP)      | 12             |

| Parada (2020)                                           | Melhor posição |
| ------------------------------------------------------- | -------------- |
| Estados Unidos (Billboard Hot Rock & Alternative Songs) | 4              |
| Reino Unido (Singles Downloads Chart)                   | 46             |

## Certificações
| Região                                                                                             | Certificação | Vendas   |
| -------------------------------------------------------------------------------------------------- | ------------ | -------- |
| Reino Unido (BPI)                                                                                  | Prata        | 200,000^ |
| *números de vendas baseados somente na certificação ^distribuições baseadas apenas na certificação |              |          |